# Hexing
Hexing là một chi khủng long, được Jin L. Chen J. & Godefroit mô tả khoa học năm 2012.